# Замостський повіт (Російська імперія)
Замо́стський повіт (рос. дореф. Замостскій уѣздъ, пол. Powiat zamojski) — історична адміністративно-територіальна одиниця Люблінської (1867—1912) і Холмської (1912—1918) губерній Російської імперії та Люблінського воєводства Другої Речі Посполитої. Утворений у 1867 році. Повітовий центр — місто Замостя.

## Волості

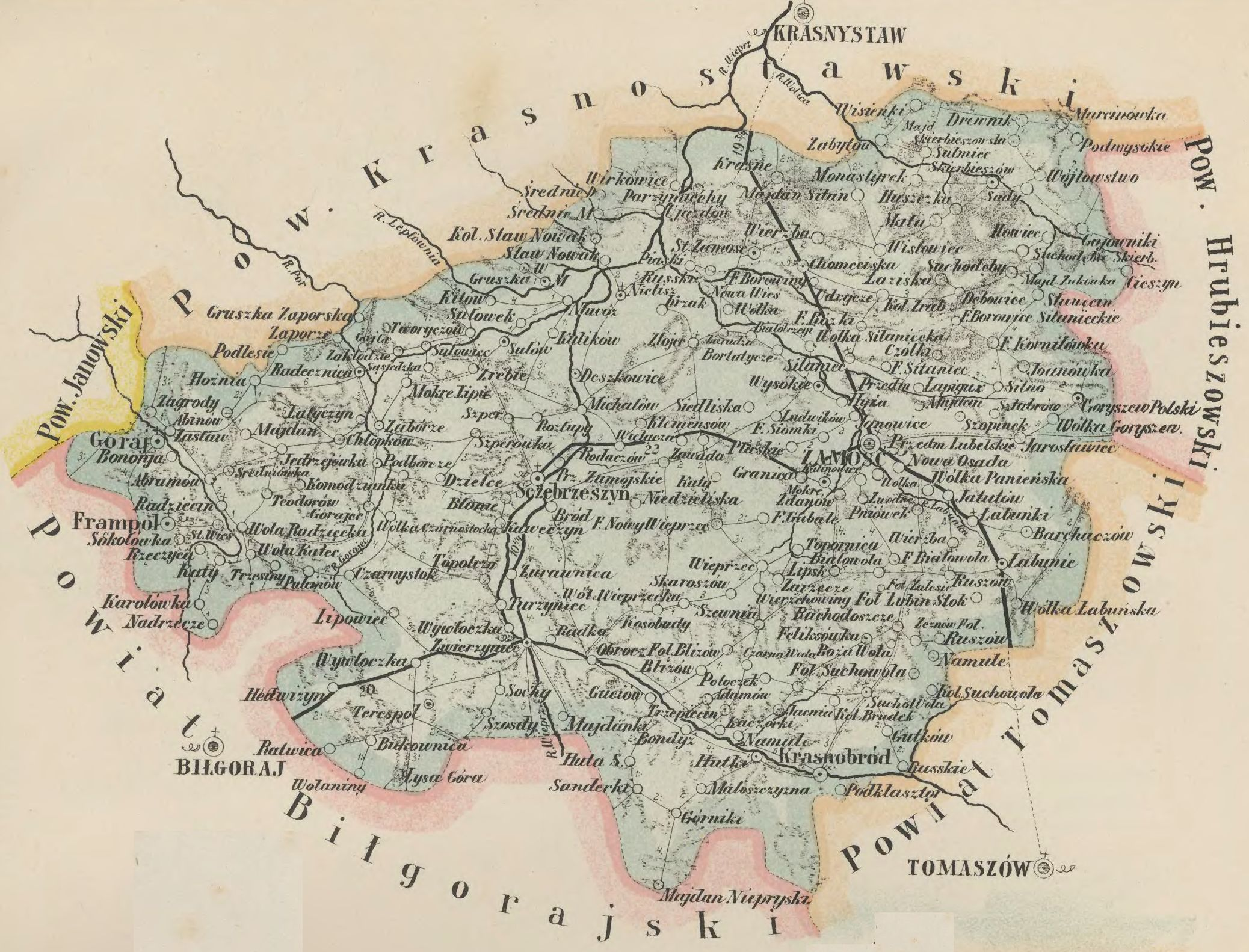
Замостський повіт, 1907

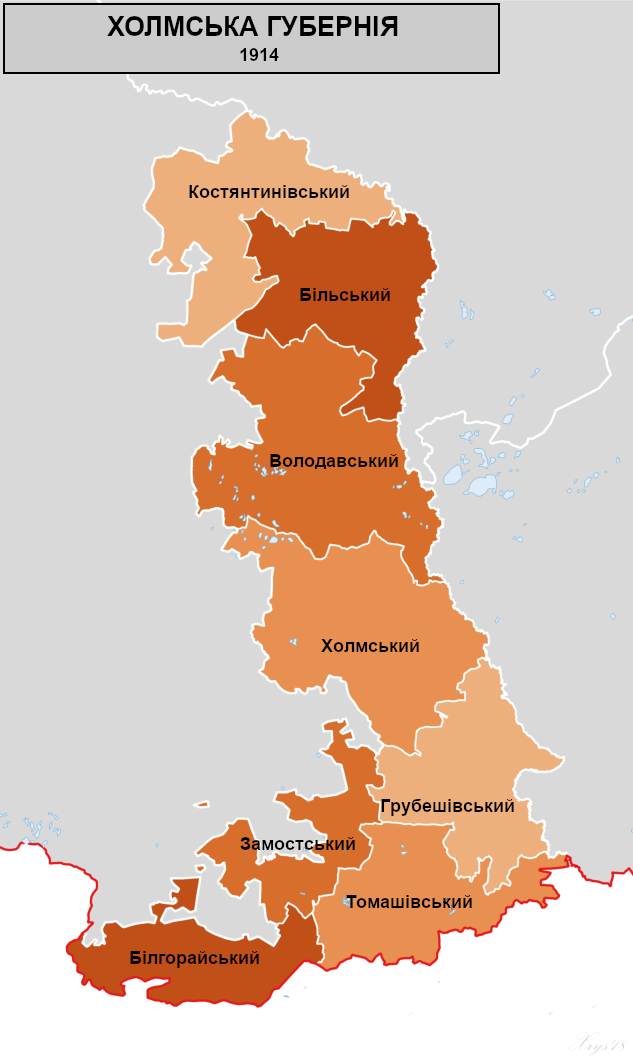
Холмська губернія в 1914 році

При утворенні до повіту входили 2 міста (Замостя, Щебрешин) і 3 містечка (Горай, Краснобрід, Фрамполь) та 16 сільських волостей.
В 1911 р. повіт поділявся на 15 волостей:
- Високе — с. Високе,
- Горай — с. Горай,
- Замостя — м. Замостя,
- Звіринець — с. Звіринець,
- Краснобрід — с. Підкліштор,
- Лабуні — с. Лабуні,
- Мокре — с. Мокре,
- Неліш — с. Неліш,
- Радечниця — с. Радечниця,
- Скербешів — с. Скербешів,
- Старе Замостя — с. Старе Замостя,
- Сулів — с. Сулів,
- Суховоля — с. Потічок,
- Терешпіль — с. Терешпіль,
- Фрамполь — м. Фрамполь.

Ухвалою другої Думи від 9 травня 1912 (закон 23 червня 1912) значна частина Замостського повіту заселена переважно українцями передана з Люблінської губернії до новоутвореної Холмської: місто Замостя і волості Високе, Замостя (за винятком села Жданова), Звіринець, Краснобрід, Лабуні, Скербешів, Суховоля, Щебрешин; села Вишенька, Забитів, Монастирок (Monastyrek) і Сульмичі волості Старе Замостя; села Воля Чорностоцька, Дільці, Радечниця, Радечницький монастир, Трясини і Чорностік волості Радечниця; село Розлопи волості Сулів; села Біловоля, Вілька Вепрецька і Липськ волості Мокре; села Липовець, Сохи, Терешпіль і Шозди волості Терешпіль.

## Розташування
Повіт розташовувався на півдні губернії. Межував на півночі — з Красноставським, на сході — з Грубешівським і Томашівським повітом, а на заході — з Янівським повітом, а на півдні — з Білгорайським повітом. Площа повіту становила 1569,6 версти.

## Населення
За даними етнографічної експедиції 1869—1870 років під керівництвом Павла Чубинського, у повіті проживало 9 317 українськомовних: 6 948 українськомовних греко-католиків, 2 369 українськомовних римо-католиків, 3 533 польськомовних греко-католиків.
В 1892 р. з 107 937 осіб населення повіту крім римокатолицької більшості були 20 256 православних (до 1875  р. — греко-католики) і 13 486 юдеїв.
За переписом населення Російської імперії 1897 року в повіті проживало 119 783 осіб (61 190 чоловіків і 58 593 жінок). Найбільші міста — Замостя (14705 осіб) і Щебрешин (6122 осіб). Розподіл населення за мовою згідно з переписом 1897 року:
| Мова       | Осіб    | Відсоток |
| ---------- | ------- | -------- |
| польська   | 88 486  | 73,87 %  |
| єврейська  | 14 666  | 12,24 %  |
| українська | 9 221   | 7,70 %   |
| російська  | 6 713   | 5,60 %   |
| інші       | 697     | 0,58 %   |
| Разом      | 119 783 | 100 %    |